# Gesellschaft für Natur und Umwelt

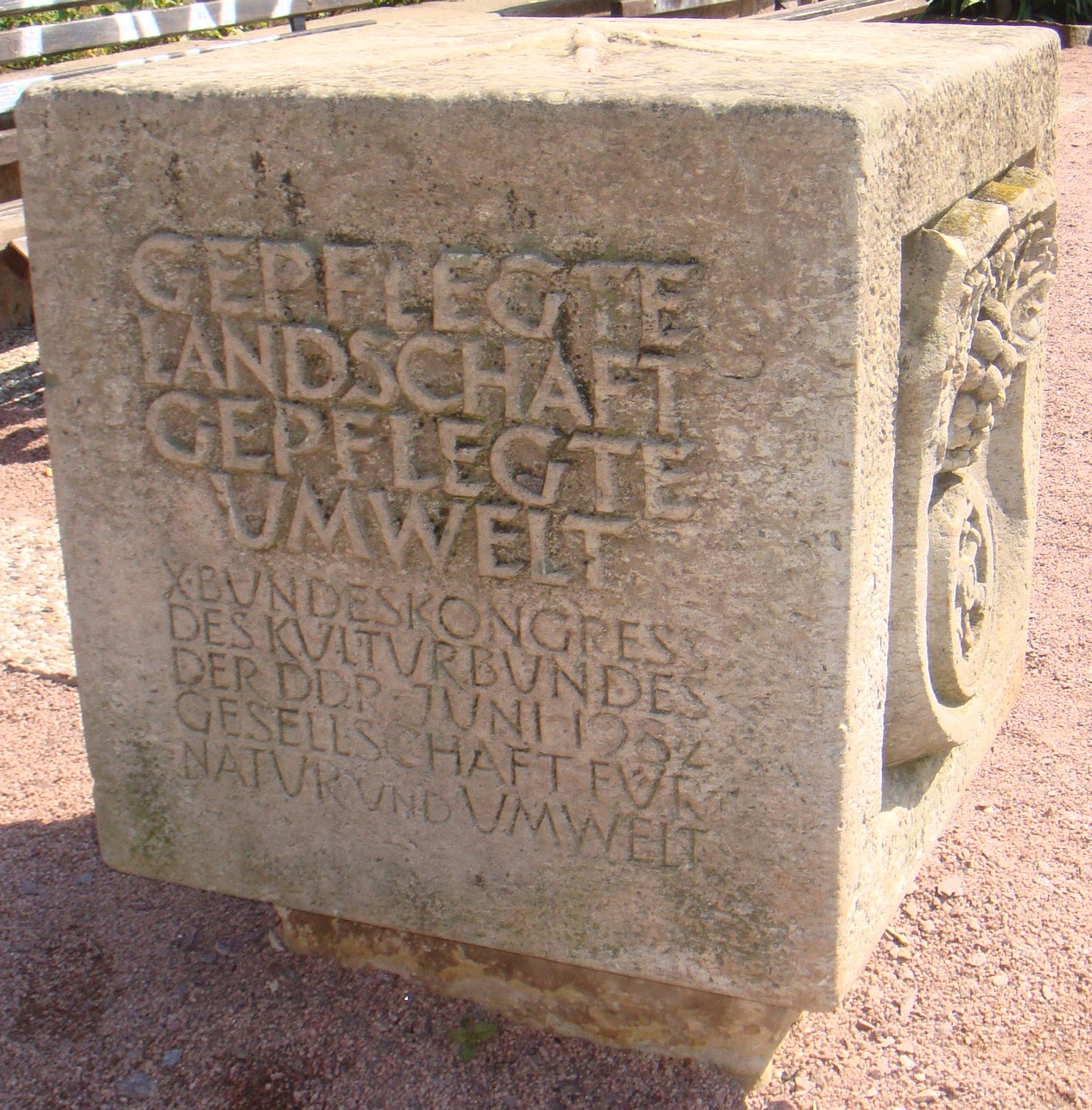
Erinnerungsstein der X. Tagung der Gesellschaft im Juni 1982 in Meißen

Die Gesellschaft für Natur und Umwelt (GNU) war eine 1980 gegründete Vereinigung im Kulturbund der DDR, die die Umweltbewegung der DDR in staatliche Kanäle lenken sollte. Zuvor gab es innerhalb der Massenorganisation des Kulturbundes die Abteilung „Natur- und Heimatfreunde“. Die Gesellschaft für Natur und Umwelt hatte schon kurz nach ihrer Gründung 40.000 Mitglieder, die in 1.600 Arbeitsgruppen organisiert waren. Vorsitzender der Gesellschaft war Harald Thomasius. Zeitweise wuchs sie auf über 60.000 Mitglieder an.
Die GNU war eine gesellschaftliche Organisation in der DDR, die sich mit Umweltproblemen auseinandersetzte. 1972 wurde in der DDR das Ministerium für Umweltschutz und Wasserwirtschaft eingerichtet. Die GNU hatte den Auftrag, praktischen Umweltschutz zu leisten, sollte dabei aber unpolitisch bleiben. Eine Auseinandersetzung mit der (Wirtschafts-)Politik der DDR war nicht vorgesehen. Somit konnten nur die Symptome, nicht aber die Ursachen der zum Teil katastrophalen Umweltzerstörung in der DDR thematisiert werden. Seit Mitte der 1980er Jahre emanzipierten sich jedoch einzelne Gruppen innerhalb der GNU zunehmend, besonders die Arbeitsgruppen für Stadtökologie. Während der Umbrüche im Herbst 1989 schloss sich ein Teil der GNU-Aktivisten der Grünen Partei in der DDR oder der Grünen Liga an, darunter Matthias Platzeck, Klaus Schlüter oder Reimar Gilsenbach. Andere Teile der GNU schlossen sich nach 1990 den Naturfreunden an.

## Einzelbelege
1. ↑  Ehrhart Neubert: Geschichte der Opposition in der DDR 1949–1989, Ch. Links Verlag, Berlin, zweite, durchgesehene und erweiterte sowie korrigierte Auflage 2000, S. 453.
2. ↑  Wolfgang Kühnel, Carola Sallmon-Metzner: Grüne Partei und Grüne Liga, in: Von der Illegalität ins Parlament. Werdegang und Konzept der neuen Bürgerbewegungen, herausgegeben von Helmut Müller-Enbergs, Marianne Schulz und Jan Wielgohs, LinksDruck, Berlin 1991, S. 173.